# Federacja Związków Zawodowych Pracowników Automatyki i Telekomunikacji PKP
Federacja Związków Zawodowych Pracowników Automatyki i Telekomunikacji PKP zrzesza pracowników następujących spółek grupy PKP S.A.:
- PKP Polskie Linie Kolejowe S.A., Warszawa
- Telekomunikacja Kolejowa Sp. z o.o., Warszawa

Federacja wywodzi swoje korzenie od powstałej w 1983 pierwszej organizacji związkowej w Służbie Automatyki i Telekomunikacji PKP – w Oddziale Automatyki i Telekomunikacji we Wrocławiu. Później powstawały następne. Powołano Federację Zakładowych Organizacji Związkowych Pracowników PKP, z której wyłoniono Federację Zakładowych Organizacji Związkowych Pracowników Oddziałów Automatyki i Telekomunikacji PKP. Po przeprowadzeniu zmian restrukturyzacyjnych w PKP, przyjęła nazwę Federacji Związków Zawodowych Pracowników Automatyki i Telekomunikacji PKP.

## Chronologia wydarzeń
- 1984 – I Zjazd Federacji Zakładowych Organizacji Związkowych Pracowników PKP, Wrocław
- 1984 – powołanie Komitetu Założycielskiego Federacji Zakładowych Organizacji Związkowych Pracowników Oddziałów Automatyki i Telekomunikacji PKP
- 1985 – postanowienie Sądu Wojewódzkiego w Warszawie o rejestracji Federacji
- 1986 – I Zjazd Federacji w Warszawie
- 1986 – przystąpienie do Ogólnopolskiego Porozumienia Związków Zawodowych
- 2001 – przystąpienie do Konfederacji Polskich Kolejarzy FORUM
- 2011 – 25-lecie Federacji w Teatrze „Sabat” w Warszawie
- 2014 – VIII Krajowy Zjazd w Rudkach koło Kielc

## Przewodniczący związku
- 1986 – 1990 – Paweł Wąsowski
- 1990 – 2014 – Tadeusz Gawin
- od 2014 – Janusz Stefańczyk

## Media
Organem prasowym federacji jest od 1994 mies. Przekaźnik, z siedzibą redakcji, najpierw w Warszawie, następnie w Szczecinie, obecnie w Warszawie.

## Siedziba
Pierwsza siedziba Zarządu Krajowego związku mieściła się w Warszawie przy ul. Kijowskiej 11-12 (1991), obecnie znajduje się w kompleksie budynków – przed wojną: b. Dyrekcji Kolei Państwowych, po wojnie: najpierw Dyrekcji Okręgowej Kolei Państwowych, następnie Centralnej Dyrekcji Okręgowej Kolei Państwowych, zaś obecnie jednej ze spółek kolejowych: PKP Polskie Linie Kolejowe, nieopodal dworca Warszawa Wileńska.